# Château de Rhäzüns
Le château de Rhäzüns (Schloss Rhäzüns) est un château fortifié situé sur une hauteur à l'est du village de Rhäzüns dans le canton des Grisons (Suisse). Il domine le cours du Rhin postérieur au-dessus d'un plateau de moraine de 65 mètres de hauteur et 25 mètres de largeur.

## Historique

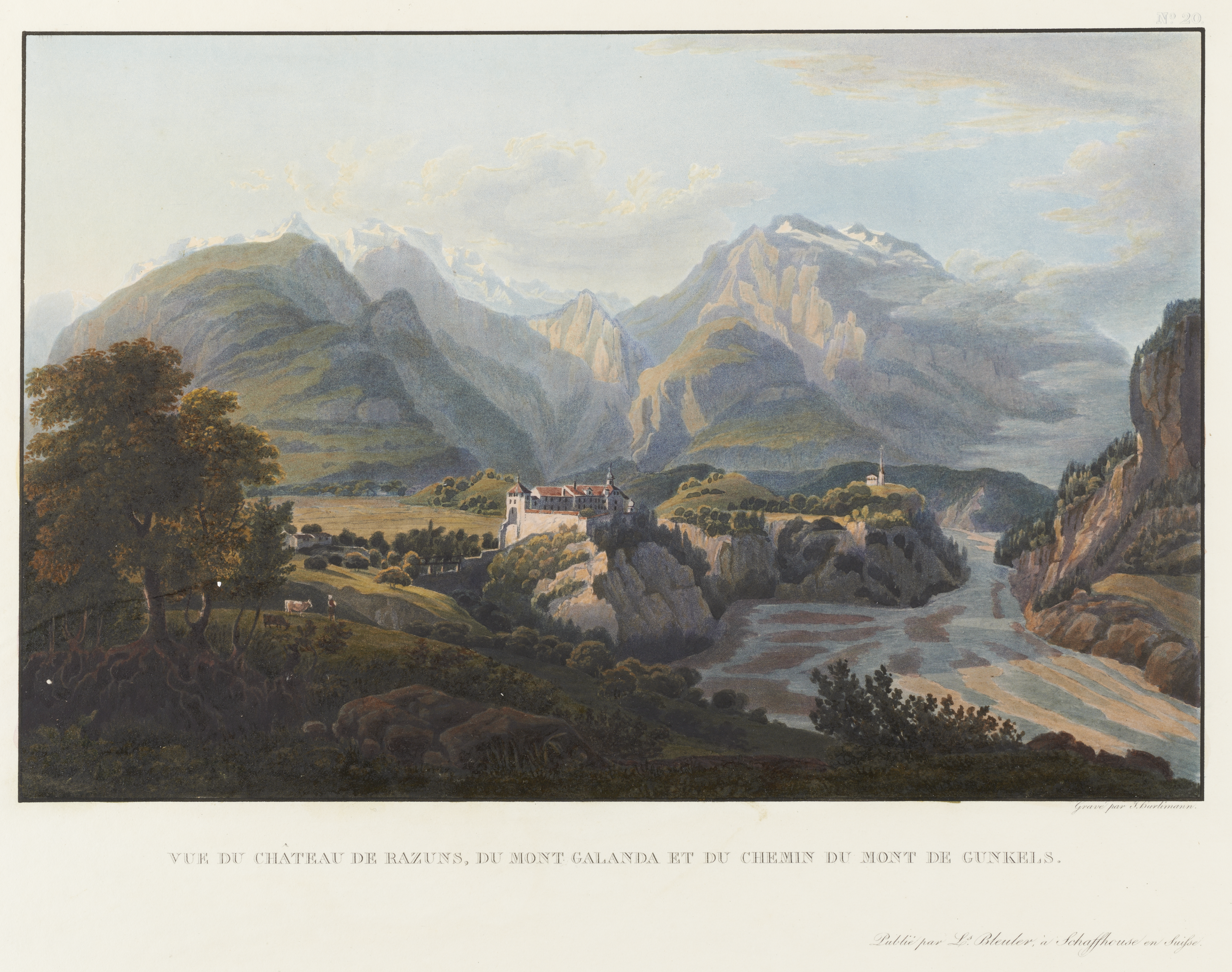
Le château de Rhäzüns, aquatinte.

Un château fort a certainement été construit à cet emplacement au Xe siècle, car des sources écrites le cite en 960 et 976 sous le nom de castellum Beneduces et Rezunnes, sous le règne des empereurs Othon Ier et Othon II.
Un descendant des barons de Rhäzüns, Arnold de Rhäzuns (Arnoldus de Ruzunne), est cité en 1137-1139, puis le château est mentionné dans un acte de vente de l'abbaye de Disentis en 1282. C'est dans l'avant-château que fut conclu le traité de paix entre l'abbaye de Disentis et le bailli de Glaris en 1343. Le dernier baron de Rhäzüns, Georges de Rhäzüns, meurt en 1459 et s'ensuit une bataille de succession entre les comtes de Hohenzollern-Hechingen de Zollern et les comtes de Werdenberg. Il échoit aux Zollern en 1461 qui le donnent à titre de gage aux seigneurs de Marmels. Après un échange avec les seigneurs de Haigerloch, le château devient possession en 1497 de Maximilien Ier et sert de lieu de défense stratégique, mais c'est toujours un fief des seigneurs de Marmels qui opèrent quelques aménagements au château. Il est occupé par les ligueurs pendant la guerre de Souabe en mai 1499, mais retourne ensuite aux seigneurs de Marmels, après le traité de paix.
Le château change de mains après la mort du seigneur Hans von Marmels en 1553 et les propriétaires se succèdent jusqu'à la fin du XVIIe siècle : Bartholomäus von Stampa l'obtient en fief, puis Johannes von Planta en 1558 ; le château passe par mariage aux Schauenstein, puis aux Travers von Ortenstein. La couronne d'Autriche reprend la seigneurie en 1695 et confie le château à de hauts serviteurs de la couronne. La seigneurie fait ensuite partie des Trois Ligues. Les Français s'emparent de la région en 1810, puis Rhäzüns est attribué à l'Autriche en 1814,  et ensuite définitivement au canton des Grisons après le congrès de Vienne. Le domaine devient domaine cantonal, les droits seigneuriaux ayant été délégués au canton, et le château lui-même devient propriété privée.
Il est acheté en décembre 1926 par la « Gemeinnützigen Genossenschaft für Auslandschweizer Ferienheim Rhäzüns » qui le restaure. Il appartient aujourd'hui à la société Ems-Chemie AG qui le loue à vie à l'homme politique Christoph Blocher.